# Salines de Santa Pola
Les Salines de Santa Pola són un parc natural del País Valencià que abasta els municipis de Santa Pola i Elx (Baix Vinalopó). Té una extensió de 2.574 hectàrees i va ser declarat parc natural pel govern valencià el 12 de desembre de 1988.

## Orografia
Les actuals salines de Santa Pola i el Fondo conformaven antigament una gran zona humida coneguda com l'albufera d'Elx, que abastava quasi tota la plana d'Elx. Va ser aterrada per a l'ús agrícola durant el segle xvii.
El parc està format per un conjunt de dunes i platges al costat de les quals se situa l'explotació salinera. Cap a l'interior és possible trobar una zona d'aigua dolça permanentment embassada juntament amb altra zona que s'entolla de manera temporal.

## Activitat salinera

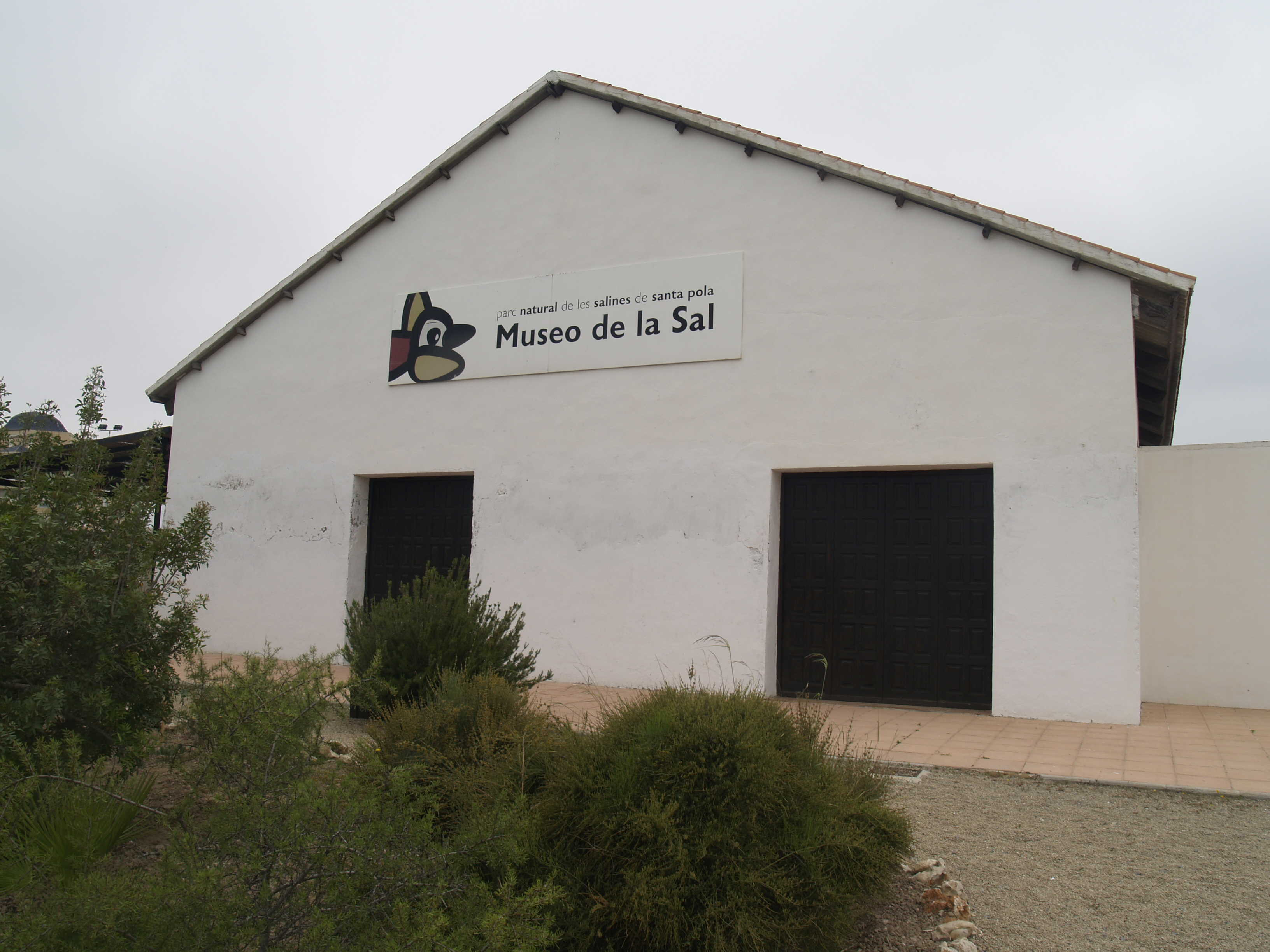
Museu de la Sal a les Salines de Santa Pola.

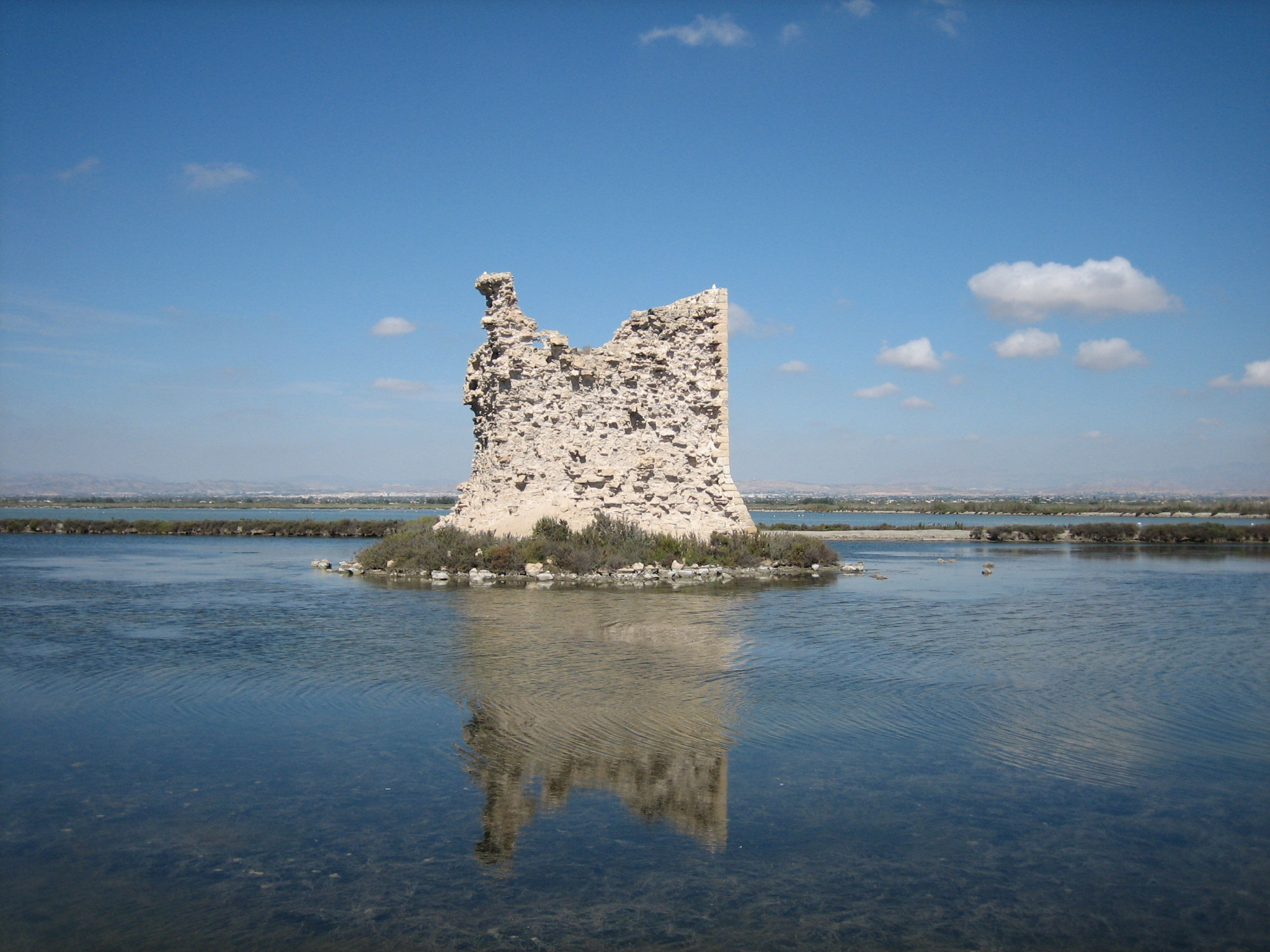
Torre de Tamarit

L'extracció de sal és l'activitat econòmica fonamental en la zona i, en gran manera, la que conforma l'ecosistema actual.
La dinàmica de les salines consistix a fer circular l'aigua marina per un circuit de basses per a obtenir una progressiva concentració en sals a conseqüència de l'evaporació. El gran interès biològic de les salines mediterrànies es fonamenta en el fet que la circulació de l'aigua no es deté durant l'hivern. Les basses, que ocupen una extensa superfície, romanen inundades durant tot l'any per la qual cosa l'ecosistema, d'extraordinària importància, s'hi manté. Les aus s'alimenten dels peixos i invertebrats que penetren a les salines mentre que la producció salinera es beneficia de la riquesa mineral aportada pels excrements de l'avifauna. Este és el motiu pel qual una de les finalitats del Parc Natural és fomentar i garantir el manteniment a llarg termini de l'explotació salinera.

## Vegetació
Les formacions de vegetació al Parc Natural de les Salines de Santa Pola són molt variades i tenen gran interès.
A les dunes litorals es despleguen les formacions de Crucianellion maritimae amb exemplars de Periploca angustifolia i Osyris quadripartita. L'Halocnemum strobilaceum junt amb el Juncus maritimus i el Juncus subulatus destaquen entre les espècies pròpies de les formacions de l'orde Arthrocnemetalia, que ocupa extenses superfícies al voltant de les basses salineres.
Les estepes salines de l'orde Limonietalia són molt ben representades a les zones contigües a les anteriors. El Limonium santapolense és l'espècie més característica per ser un endemisme exclusiu d'esta localitat.
Per altra part, les algues marines són exemples de vegetació aquàtica de l'ecosistema litoral, propi d'esta zona.
Al Parc existix també l'ecosistema denominat litoral associat, que compta amb abundant vegetació monoespecífica com la Rupia cirrhosa. A més, destaca a les salines la presència de Lampro-thamnium papolsum, un hidròfit halòfil que està inclòs en les llistes d'espècies protegides de diversos països de la Unió Europea i que és propi d'un ecosistema interior d'aigües no tan salades com les anteriors espècies.

## Fauna
Les grans colònies de cria d'algunes aus tenen gran interès. L'alena, la camallonga, el cabut, la mongeta o el xatrac, són exemples de la varietat faunística d'este enclavament natural. Destaca també la presència com a nidificant de l'ànec blanc i de la rosseta, una espècie molt difícil de trobar a Europa.
Altres aus, atretes per esta zona que els proporciona aigua i menjar en qualsevol època de l'any, també ocupen les salines temporalment.
En esta situació es troba el flamenc, que es pot observar al Parc en concentracions de fins a 8.000 individus, les anàtides, com el cullerot, el sivert, el boix o el xarxet i limícoles com les alenes, les camallongues, els corriols, els tètols cuanegres, els territs i els tiforts.
També es poden observar amb facilitat: agrons, cabussons, xatracs, fumarells, gavines, rasclons, fotges i polles d'aigua.
Les aus no catalogades com a aquàtiques, però lligades a ecosistemes humits, tenen una important presència a les Salines de Santa Pola. Exemplars d'arpellot de marjal, d'arpellot cendrós, de la xitxarra de canyar i de xauet mostatxut a este Parc.
Per altra part, té gran interès biogeogràfic la presència a la zona del fartet, un peix ciprinodòntid endèmic de la geografia valenciana. La sargantana cua-roja, la sargantana cendrosa i alguns invertebrats de difícil localització als arenals costaners fan més atractiva encara la visita a les salines.